# والنتین کوزین
والنتین کوزین (انگلیسی: Valentin Kuzin; ۲۳ سپتامبر ۱۹۲۶ – ۱۳ اوت ۱۹۹۴) بازیکن هاکی روی یخ اهل روسیه بود.